# Нью-Касл (Пенсильвания)
Нью-Касл (англ.  New Castle) — город и административный центр округа Лоренс в штате Пенсильвания США.

## Описание
Административный центр округа Лоренс с 1849 года. Находится в западной Пенсильвании. Расположен при слиянии рек Шенанго, Махонинг и ручья Нешаннок, у подножия гор Аллеганы, в 20 милях (32 км) к юго-востоку от Янгстауна, штат Огайо. Первоначально это было место столицы индейцев-делаваров, но примерно в 1798 году его основал Джон Стюарт, который построил железную печь и назвал это место в честь английского промышленного города Ньюкасл-апон-Тайн. Разбитый в 1802 году, он стал конечной точкой канала Эри-Экстеншен в 1833 году.

## Население
| 2010   | 2020    |
| ------ | ------- |
| 23 273 | ↘21 926 |